# Trørød
Trørød är en ort i Danmark.  Den ligger i Rudersdals kommun och Region Hovedstaden, 18 km norr om Köpenhamn. Antalet invånare är 4 606.. Sedan 2010 är Trørød en del av tätorten Hørsholm.
I Trørød bodde 1906 313 invånare, 1911 342 invånare, 1916 439 invånare, 1921 596 invånare, 1925 796 invånare, 1930 887 invånare , 1935 874 invånare, 1940 931 invånare, och 1945 971 invånare. 